# Валентин Смирнов
Валенти Сергејевич Смирнов рус. Валентин Сергеевич Смирнов; Санкт Петербург, 13. фебруар 1986) је руски атлетичар, чија је специјалност трчање на 400 и 3.000 метара. Члан је Атлетског клуба Луч из Санкт Петербурга.

## Значајнији резултати
| Датум  | Такмичење                             | Место                          | Дисциплина | Пласман | Резултат |
| Русија | Русија                                | Русија                         | Русија     | Русија  | Русија   |
| ------ | ------------------------------------- | ------------------------------ | ---------- | ------- | -------- |
| 2010   | Европско екипно првенство — Суперлига | Берген, Норвешка               |            | 3.000 м | 8:20,11  |
| 2011   | Европско првенство у дворани          | Париз, Хранцуска               | 9          | 3.000 м | 8:29,23  |
| 2011   | Европско екипно првенство — Суперлига | Стокхолм, Шведска              |            | 1.500 m | 3:38,89  |
| 2011   | Универзијада                          | Шенџен, Кина                   |            | 1.500 м | 3:48,45  |
| 2013   | Универзијада                          | Казањ, Русија                  |            | 1.500 м | 3:39,39  |
| 2013   | Европско екипно првенство — Суперлига | Гејтсхед, Уједињено Краљевство |            | 3.000 м | 8:05,50  |
| 2013   | Светско првенство                     | Москва, Русија                 | 24.        | 1.500 м | 3:46,03  |
| 2015   | Европско првенство у дворани          | Праг, Чешка                    | 8.         | 1.500 м | 3:41,88  |
| 2015   | Европско екипно првенство — Суперлига | Чебоксари, Русија              |            | 1.500 м | 3:52,03  |

## Лични рекорди
| Дисциплина   | Резултат | Место             | Датум             |
| ------------ | -------- | ----------------- | ----------------- |
| на отвореном |          |                   |                   |
| 800 м        | 1:49,33  | Еспо, Финска      | 30. јун 2010.     |
| 1.000 м      | 2:19,4р  | Флоре, Норвешка   | 4. јун 2011.      |
| 1.500 м      | 3:36,14  | Чебоксари, Русија | 24. јул 2011.     |
| 3.000 м      | 7:49,11  | Шћећин, Пољска    | 25. јун 2011.     |
| у дворани    |          |                   |                   |
| 800 м        | 1:49,33  | Еспо, Финска      | 30. јун 2010.     |
| 1.000 м      | 2:19,4р  | Флоре, Норвешка   | 4. јун 2011.      |
| 1.500 м      | 3:37.55  | Москва, Русија    | 3. фебруар 2013.  |
| 3.000 м      | 7:47,01  | Москва, Русија    | 12. фебруар 2013. |